# Wincenty Kuźniewicz

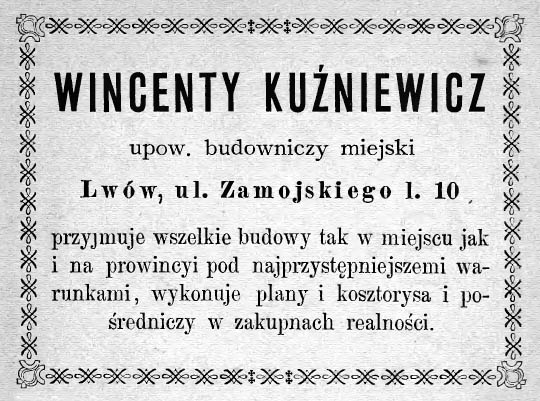
Anons w Ilustrowanym przewodniku po Lwowie i Powszechnej wystawie krajowej

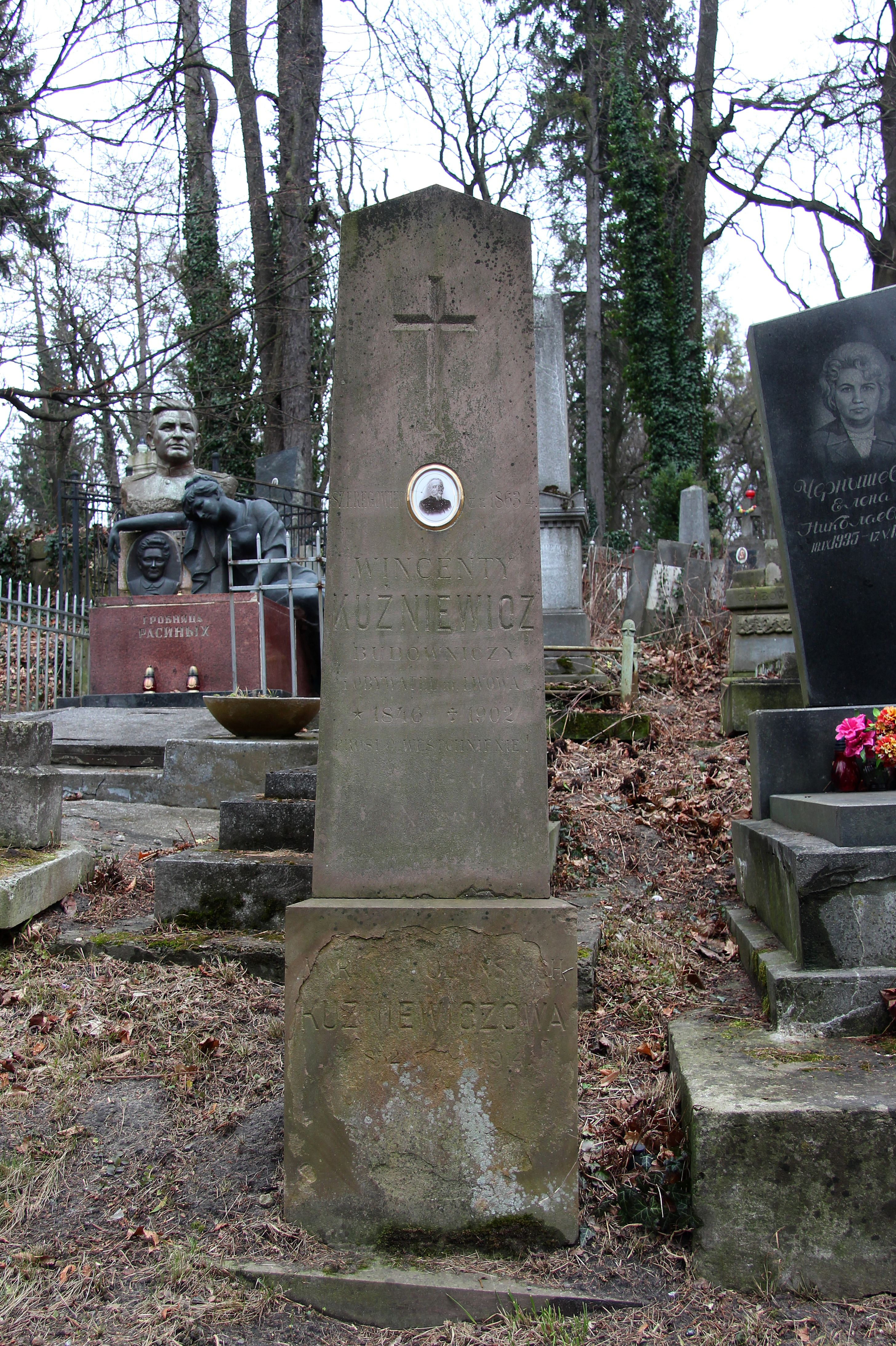
Grób Wincentego Kuźniewicza

Wincenty Kuźniewicz (ur. 1846 we Lwowie, zm. 31 października 1902 tamże) – polski architekt tworzący we Lwowie.

## Życiorys
Walczył w powstaniu styczniowym, służył w oddziałach Jana Żalplachty „Zapałowicza” i Józefa Miniewskiego. Brał udział w bitwach pod Tyszowcami i Mołożowem. Po upadku powstania wyjechał do Szwajcarii, gdzie rozpoczął studia techniczne, kontynuował je we Francji. W 1875 powrócił do Lwowa, założył tam własne przedsiębiorstwo budowlane oraz kupił cegielnię przy ulicy Snopkowskiej. Był projektantem budynków mieszkalnych, które powstawały w stylu historyzmu. Był dyrektorem spółki kredytowej „Towarzystwo zaliczkowe”.  
Zmarł w 1902, spoczywa na Cmentarzu Łyczakowskim.

## Dorobek architektoniczny
- Kamienica przy ulicy Piekarskiej 9 /1877/;
- Kamienica przy ulicy Wałowej 14 /1888/;
- Willa w stylu szwajcarskim przy ulicy Tarasa Szewczenki 33 (dawniej Janowska) /1889/;
- Kamienica przy ulicy Hryhorija Smolskiego 8 (dawniej Artura Grottgera) /1890-1891/;
- Zespół budynków mieszkalnych przy ulicy Metropolity Andrzeja 16-18-20 (dawniej świętej Teresy) /1892/;
- Zabudowania fabryki ceramicznej przy ulicy Wasyla Stusa 25 (dawniej Snopkowska, od 1937 Janiny Karłowiczówny) /1894/;
- Całkowita przebudowa i restauracja kamienicy z XVII wieku przy Rynku 39 /1896/.